# 桃太郎電鉄 〜SOKOZIKARA〜
『桃太郎電鉄 〜SOKOZIKARA〜』は、1999年12月8日に発売されたサウンドトラックCD。桃太郎電鉄シリーズのサウンドトラックCDの一つである。

## 概要
ハドソンから発売されたPlayStation用ソフト『桃太郎電鉄V』に使用されている楽曲や『桃太郎電鉄7』に使用された楽曲などが収録されたサウンドトラック。
初回生産特典として「桃鉄キャラクター C/W 大森玲子トレーディングカード」が付属した。
本サウンドトラックでは、桃太郎電鉄シリーズ初のサウンドトラックCDとしての登場であったのもあり、これまでの初代からSUPER桃太郎電鉄シリーズ、GB版のマップ行進曲のメドレーや、桃太郎電鉄Vのサントラ化にあたってのBGMの弾き直しされている物などがあり、ゲーム内で流れるBGMとは少し違った楽曲が収録されている。

## 収録曲
本サウンドトラックのライナーノーツより。
Track 1 - 20「桃太郎電鉄V ORIGINAL SOUND TRACK」
1. 大好き！ 桃太郎電鉄
作曲：宮路一昭
2. 出発進行1999
作曲：宮路一昭
3. サイコロ行進曲・ブイ
作曲：宮路一昭
4. 前進あるのみ！
作曲：宮路一昭
5. 快傑ペペペマン
作曲：関口和之
6. 世紀末フーガ
作曲：宮路一昭
7. 御存じ！ 女ねずみ小僧
作曲：宮路一昭
8. 恐怖のクライシス
作曲：関口和之
9. 列車でGO! GO! レース
作曲：宮路一昭
10. ももいろ！ メモリアル
作曲：宮路一昭
11. 正調バカこくでねえ節
作曲：関口和之
12. 焼きみそストラット
作曲：関口和之
13. ハッピー・ピーチ・パレード'99
作曲：宮路一昭
14. あしたに向かって
作曲：宮路一昭
15. 私チャラよね！
作曲：関口和之
16. 元気にマイ・ウェイ
作曲：宮路一昭
17. どん底の戦い
作曲：関口和之
18. のほほん列車は行くよ
作曲：関口和之
19. ぶっとび！ 日本一
作曲：宮路一昭
20. ブイ・エンディング
作曲：宮路一昭
Track 21 - 49「桃太郎電鉄〜桃太郎電鉄7 BEST TRACK」[注 1]
21. ピーチ・エクスプレス
作曲：関口和之
22. ピーチ・エアライン
作曲：関口和之
23. 海風のメヌエット
作曲：関口和之
24. リニアでGO!
作曲：関口和之
25. ピーチ・サブマリン
作曲：宮路一昭
26. ほんわかカレンダー
作曲：関口和之
27. ワイキキ・サンライズ
作曲：関口和之
28. スペース・ツアーズ
作曲：関口和之
29. 喜びの到着
作曲：関口和之
30. ウキウキ・ショッピング
作曲：関口和之
31. 栄光の果てに
作曲：宮路一昭
32. ビンボーゴット
作曲：関口和之
33. 悪夢のキングボンビー
作曲：関口和之
34. ザ・ボンビラス・スター
作曲：宮路一昭
35. 大恐慌エレジー
作曲：関口和之
36. ピーチ・アクアリウム
作曲：宮路一昭
37. ふくはうち
作曲：関口和之
38. スプリング・ステップ
作曲：関口和之
39. シルバーダンディ
作曲：関口和之
40. DABADA
作曲：関口和之
41. Sリーグ応援歌
作曲：関口和之
42. 白熱の日本シリーズ
作曲：関口和之
43. うわさのMVP
作曲：宮路一昭
44. 台風小僧だぜッ！
作曲：関口和之
45. 怪獣大行進
作曲：関口和之
46. モモトラマンのテーマ
作曲：関口和之
47. 泣き落としのバラード
作曲：関口和之
48. グランド・フィナーレ
作曲：関口和之
49. ましらのテーマ
作曲：関口和之
Track 50 - 54「桃太郎電鉄〜桃太郎電鉄7 SPECIAL Version TRACK」
50. 大好き！ 桃太郎電鉄
歌：ザ・ピーチボーイズ、作詞：宮路一昭・福本岳史、作曲：宮路一昭
桃鉄Vタイトル曲をさくまあきらら開発チームなどで歌唱したもの。
51. なつかしのマップメドレー
作曲：関口和之 & 宮路一昭
『桃太郎電鉄』〜『桃太郎電鉄7』のマップ曲をメドレー化したもの。初代桃鉄〜スーパー桃鉄DXのマップ曲は『桃太郎電鉄HAPPY』に収録されたアレンジ版となっている。
52. サンタがゲームにやってきた
作曲：関口和之
関口和之と宮路一昭のウクレレによる演奏バージョン。
53. のってけ！ さくちゃん
作曲：宮路一昭
エレキギターによる演奏バージョン。
54. いつかどこかで
歌：大森玲子、作詞：篠原ともえ、作曲：関口和之
ゲーム中で主にエンディングで使用される楽曲「いつかどこかで」を歌にしたもの。

## スタッフ
本サウンドトラックのライナーノーツより。
- produced by 宮路一昭
- 音楽：関口和之・宮路一昭
- musicians
  - 大森玲子 - Vocal「いつかどこかで」
  - ザ・ピーチボーイズ - Vocal「大好き！ 桃太郎電鉄」
- ザ・ピーチボーイズメンバー
  - さくまあきら・土居孝幸・関口和之・宮路一昭・榎本46歳・梶野竜太郎・武田学・石崎仁英、村山知義・原口一也・福本岳史
- Electric and Acoustic Guitars, VG8, Ukulele, Arrange：宮路一昭
- Electric Bass, Ukulele, Arrange：関口和之 ※by the courtesy of VICTOR/TAISHITA
- all Keyboards and Programming, Arrange, remix：村山知義
- Drums：梶野竜太郎
- Electric Bass：築忠史
- Drums, Percussion：本間修治
- Recorded and Mixed：花形敏治
- Assistant Engineer：受川朋弘
- Recording Studio：Dolphin Dream Studio, TAD POLE Studio, nofofon Studio
- Mastering Engineer：渡邊昭人
- Mastering Studio：Studio TERRA（東芝EMI）
- Executive Producer：藤田純二（東芝EMI）
- A&R：浅井裕子
- Promoter：三戸千鶴子
- Special Thanks：藤田文隆（キラーギターズ）, E.S.P.渋谷店（宮崎 & 加藤）, 佐久間真里子, 笹沢一宏, 辻邦博, 渡部学, vivi&satorin, 嘉数佐千子, 駒井一夫, 楊裕治, 増田景子, 三澤竜二, 高田真澄, 関口Family & 宮路Family, HUDSON（桃太郎事業部）, サマープロジェクト, ピーチカンパニー, トーンズ, MI JAPAN, Dolphin Dream Studio・スタッフ, TAD POLE Studio・スタッフ, nofofon Studio・スタッフ, メイクソフトウエア, 桃太郎電鉄ファンの皆様
- ジャケット・イラスト：土居孝幸
- ジャケット・デザイン：重盛明人